# Zaopatrzenie kartkowe

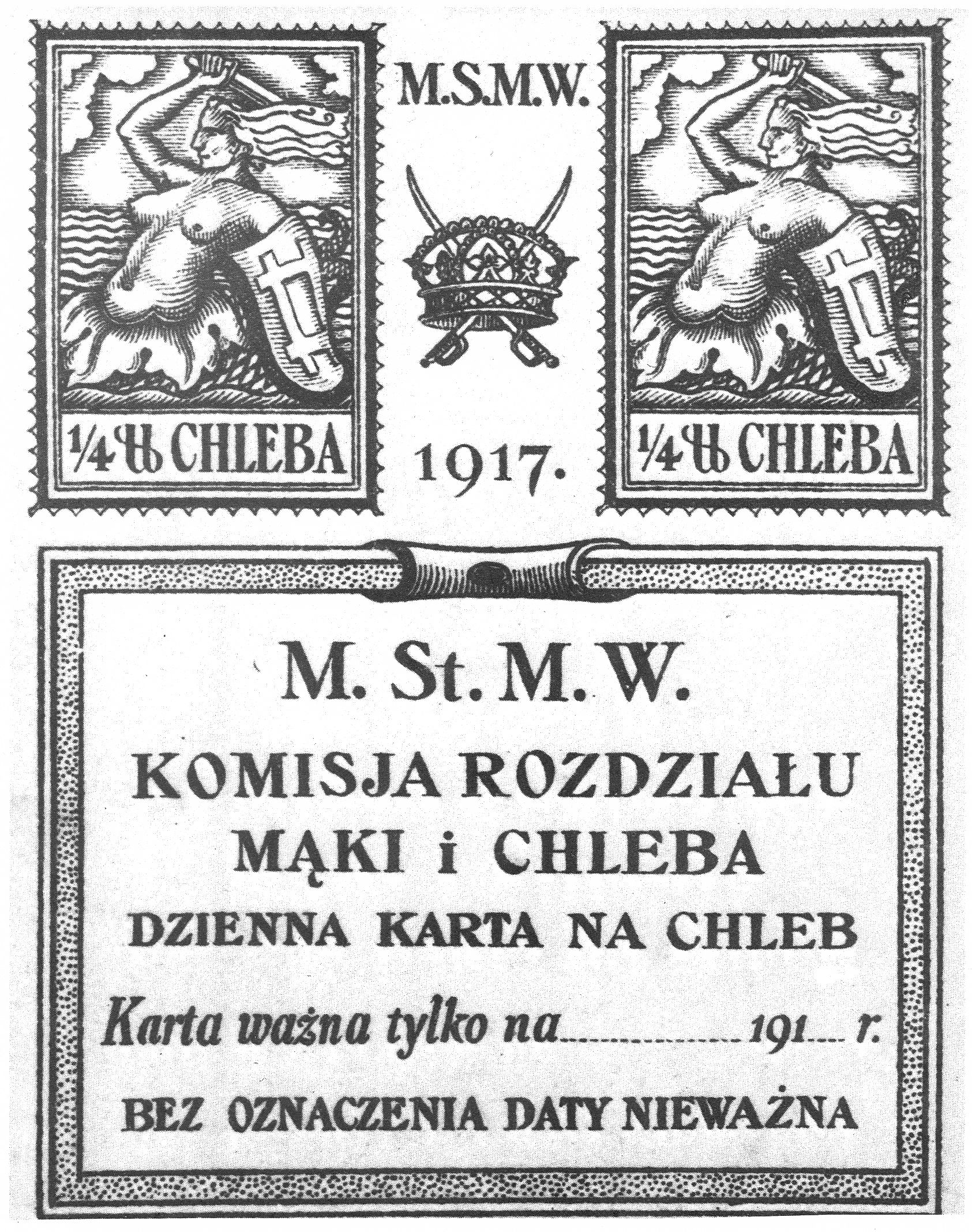
Kartka na chleb w Warszawie z 1917

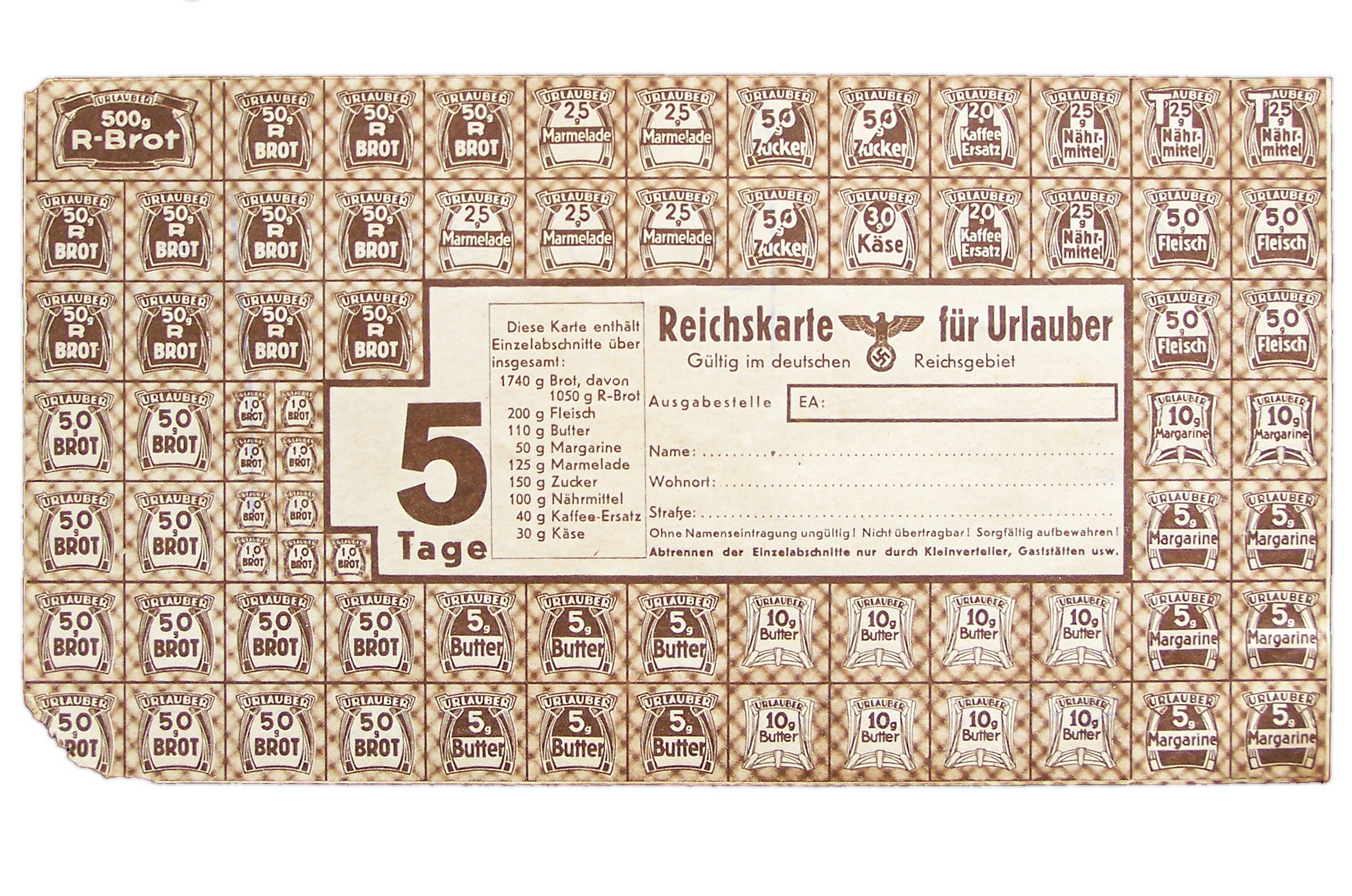
Niemiecka kartka żywnościowa z okresu III Rzeszy

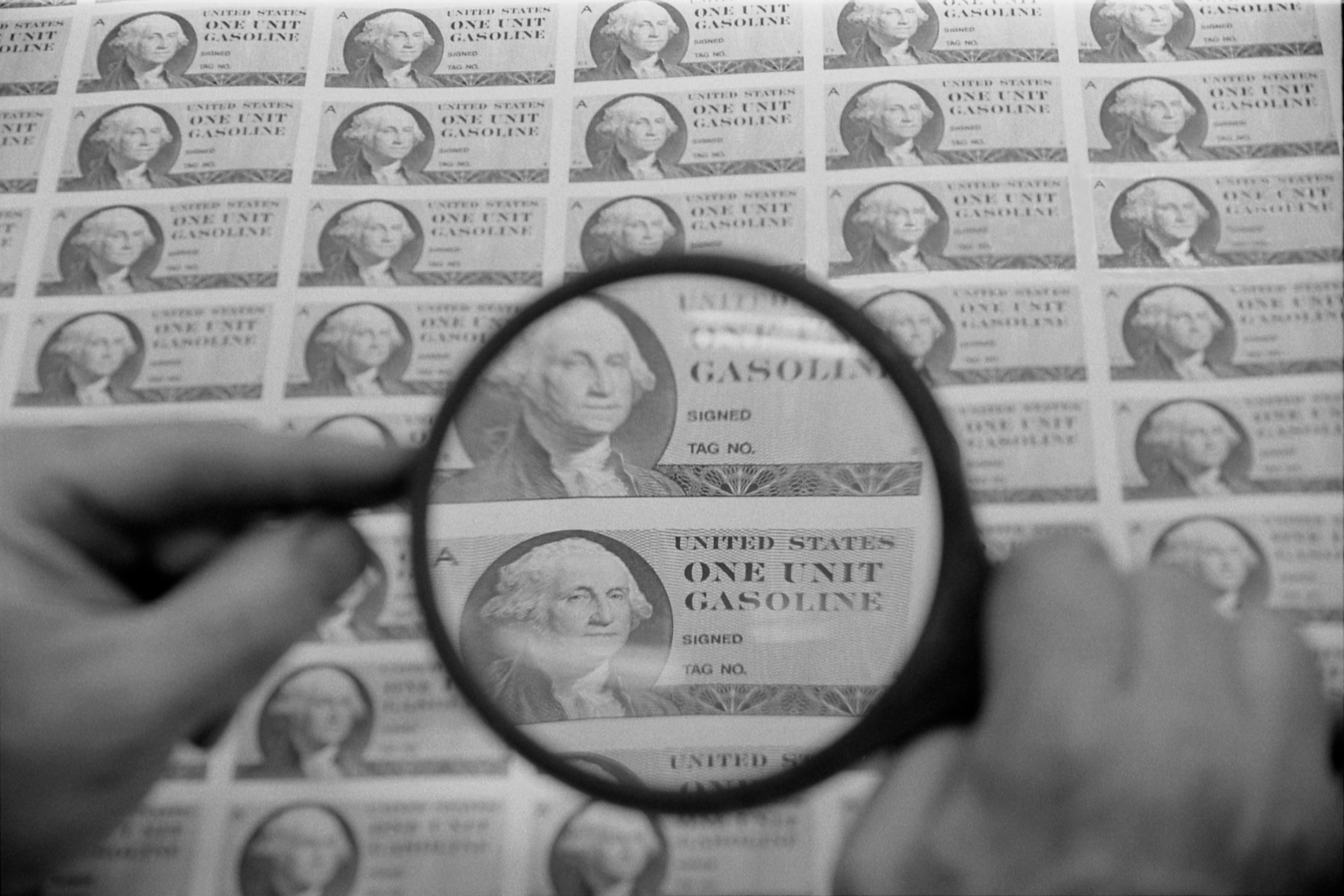
Amerykańskie kartki na benzynę wydrukowane podczas kryzysu naftowego w 1973 przez rząd USA, które jednak ostatecznie nie zostały wprowadzone do obiegu

Zaopatrzenie kartkowe – sposób dystrybucji towarów, głównie żywności, uprawniający do nabycia określonych towarów w państwach, w których obowiązuje ich reglamentacja.

## Opis
W zależności od wariantu tzw. kartki (bony zaopatrzeniowe) umożliwiają bezpłatne nabywanie towarów, nabywanie ich po preferencyjnych cenach lub po cenach urzędowych.
Zaopatrzenie kartkowe funkcjonuje zwykle w okresie silnych niedoborów żywności spowodowanych wojną, klęskami żywiołowymi lub trudnościami gospodarczymi i ma na celu zapewnienie minimum spożycia ogółowi ludności.
Systemy kartkowe stosowane były praktycznie we wszystkich państwach Europy w czasie trwania i tuż po II wojnie światowej (najczęściej na zakup żywności i paliwa), ale w większości krajów wkrótce zostały wycofane.
System kartkowy obecnie obowiązuje jeszcze na Kubie i w Korei Północnej.

## Zaopatrzenie kartkowe na ziemiach polskich
Na terenie Polski system kartkowy wprowadzono podczas I wojny światowej w zaborze pruskim i na obszarach zaboru rosyjskiego okupowanych przez państwa centralne, jak również w okresie II wojny światowej w różnych formach w Generalnym Gubernatorstwie i na ziemiach wcielonych do III Rzeszy. W okupowanej przez nazistów Polsce podstawą do uzyskania kartek żywnościowych było Fingerabdruck. 

### Okres Polski Ludowej
Po wojnie zaopatrzenie kartkowe obowiązywało w Polsce w latach 1944–1948 i 1951-1953.
W sierpniu 1976 wprowadzono ponownie kartki na zakup cukru.
Od 1981 r., wobec coraz wyraźniejszych niedoborów na rynku, wprowadzano coraz więcej ograniczeń i poszerzano zakres reglamentacji. Najpierw, oprócz funkcjonujących już pięć lat kartek na zakup cukru, wprowadzono kartki uprawniające do zakupu mięsa, potem reglamentacją objęto jeszcze masło, kaszę, ryż, mąkę, następnie olej, mydło, proszki do prania, słodycze, papierosy, alkohol, benzynę, obuwie itd.

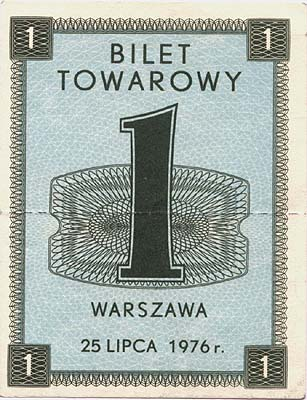
Pierwsza „gierkowska” kartka na cukier z 1976
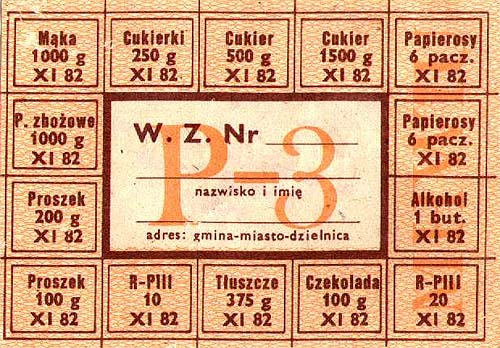
Kartka wieloasortymentowa – oprócz mięsa – z XI 1982
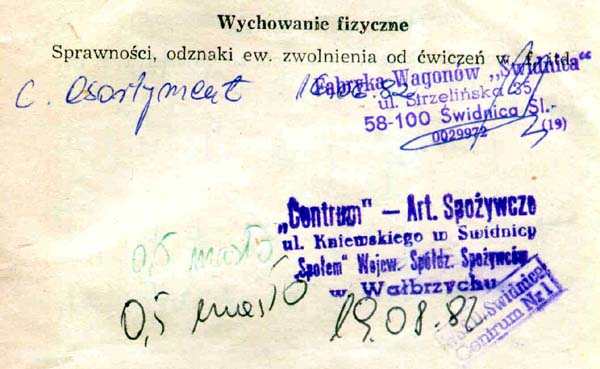
Dzieci otrzymywały dodatkowe masło na podstawie wpisów do książeczek zdrowia
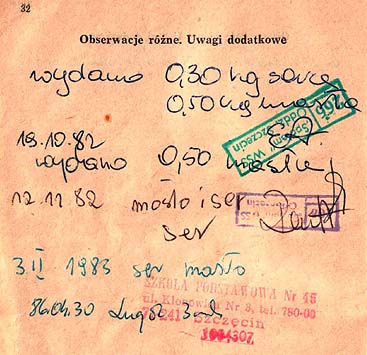
Tu wpisano prócz masła i sera – płyn Lugola po katastrofie w Czarnobylu

Kartki na artykuły codziennego użytku w Polsce ostatecznie wycofał rząd Mieczysława Rakowskiego. Ostatnim towarem reglamentowanym było mięso – kartki obowiązywały do końca lipca 1989 r., jednakże już od 1986 r. legalnie dostępne było tzw. mięso z uboju gospodarczego, w praktyce nieznacznie tylko droższe od mięsa reglamentowanego.
Reprodukcje pierwszych polskich kartek na cukier trafiły jeszcze w 1976 r. na plakaty prawicowych konkurentów szwedzkich socjaldemokratów jako argument przeciw rządom lewicy. Na plakacie tym pod wizerunkiem polskiej kartki było pytanie: „Czy chcesz tego w Szwecji?”

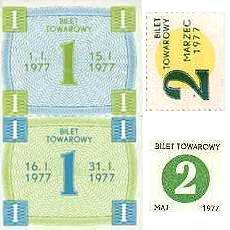
„Degradacja” wyglądu kartek na cukier (1977)
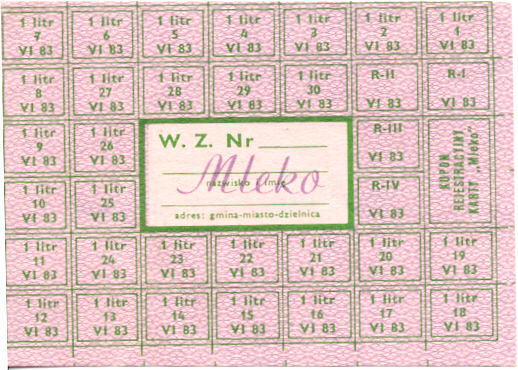
Kartka na mleko (1983)
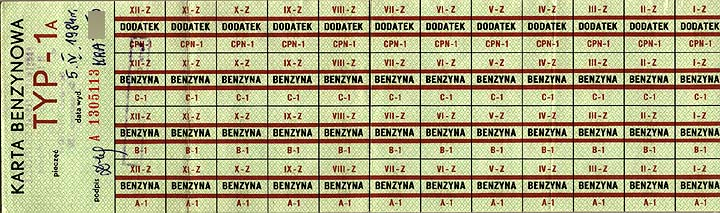
Kartka na benzynę „typ-1” (1984)
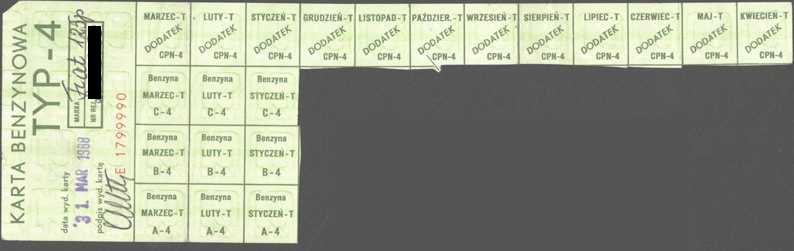
Kartka na benzynę „typ-4” (1988)
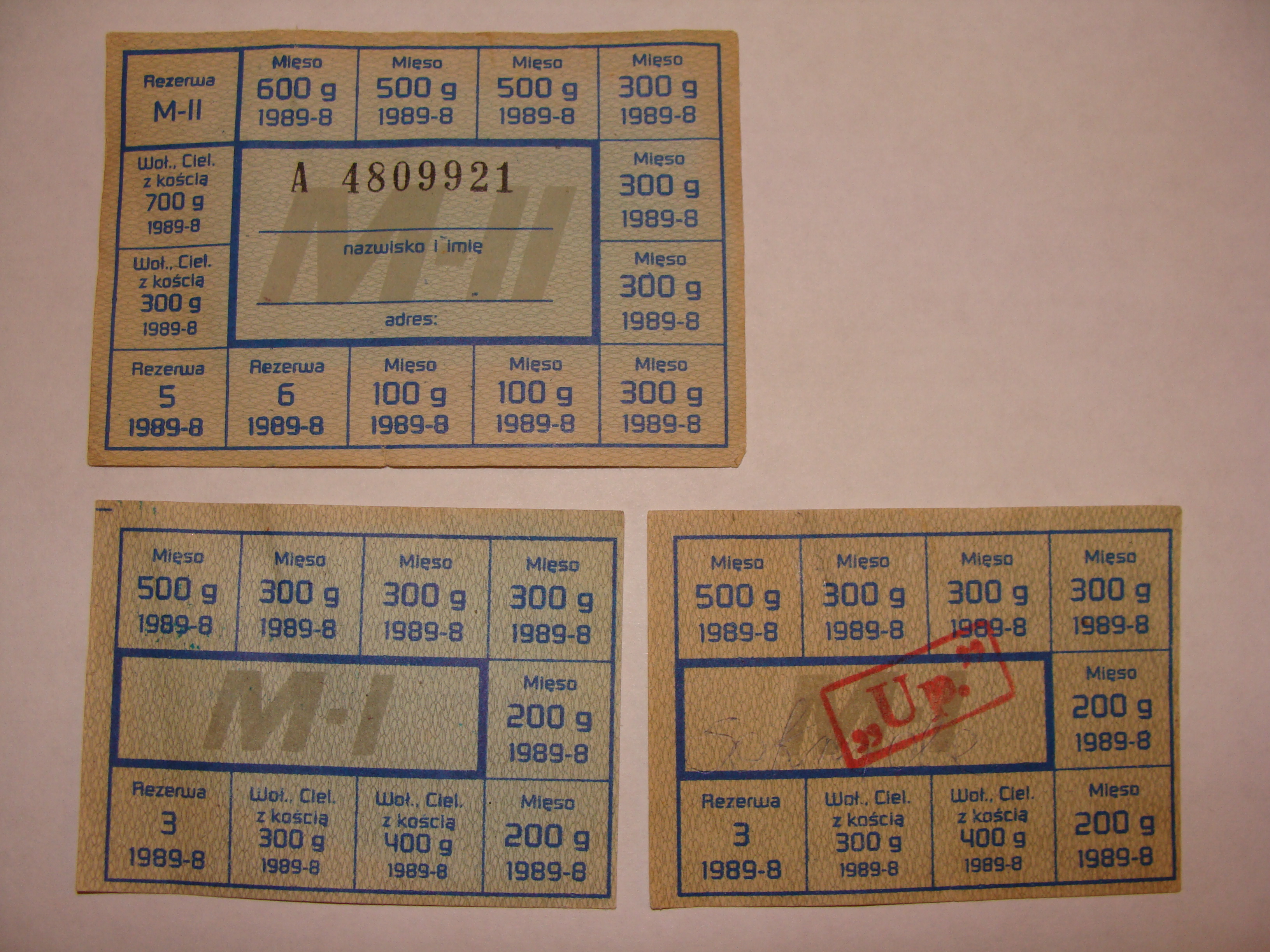
Kartki na mięso (1989)
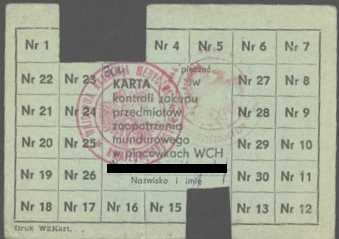
Karta kontroli przedmiotów zaopatrzenia mundurowego